# Luigi Garzi

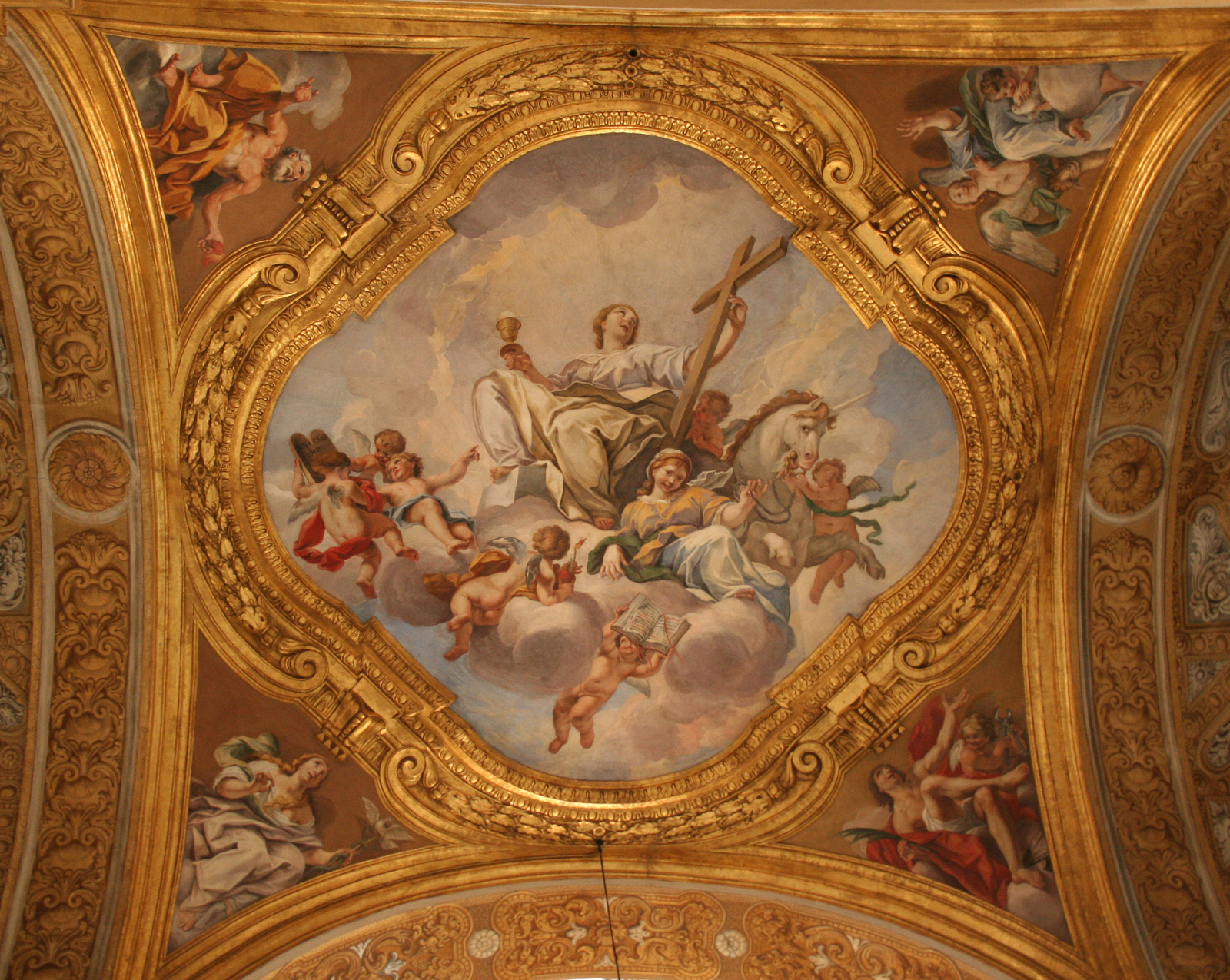
Alegoria da Fé, afresco de L. Garzi na Basilica Santi Ambrogio e Carlo al Corso

Luigi Garzi (Pistoia, 1638 - 1721) foi um pintor italiano do Barroco. Nascido em Pistoia e falecido em Roma, onde foi um dos principais alunos de Andrea Sacchi. Também era chamado de Ludovico Garzi. Em 1680, Garzi foi Regente da Congregazione dei Virtuosi al Pantheon, a sociedade papal de pintores. Garzi foi parte de Academia de São Lucas, uma guilda de pintores de Roma e tornou-se diretor em 1682. 
Suas obras podem ser vistas Santa Caterina a Magnanapoli (Roma), Basílica de Santa Cruz de Jerusalém (Roma), San Carlo al Corso (Roma), Santa Maria del Popolo (Roma) e na San Silvestro in Capite (Roma).